# Jan Geerling
Jan Geerling (Warffum, 10 januari 1890 – Groningen, 21 februari 1966) was een Nederlands politicus van de SDAP. 
Bij zijn geboorte was zijn moeder, Dieuwertje Teisman (1866-1949, dienstmeid), niet getrouwd en er werd geen vader vermeld bij de aangifte. Twee maanden later trouwde ze waarbij haar echtgenoot, Jan Geerling (1866-1892, boerenknecht), de baby erkende als zoon. 
Hij was voor de Tweede Wereldoorlog lid van de gemeenteraad van Usquert en is daar ook wethouder geweest. In april 1945, net na de bevrijding, werd hij benoemd tot waarnemend burgemeester van Usquert en een jaar later volgde daar zijn benoeming tot burgemeester. Geerling ging in 1955 met pensioen en overleed in 1966 in het Groningse Academisch Ziekenhuis op 75-jarige leeftijd. 